# NGC 7361
NGC 7361 (другие обозначения — IC 5237, PGC 69539, IRAS22395-3019, ESO 468-23, UGCA 434, MCG -5-53-27, AM 2239-301) — спиральная галактика (Sc) в созвездии Южная Рыба.
Этот объект входит в число перечисленных в оригинальной редакции «Нового общего каталога».
Галактика наблюдается с ребра и в ней заметно искривление тонкого диска. Оно вероятно вызвано гравитационным взаимодействием галактики в группе. 